# Разграбление Рима (472)
Разграбление Рима Рицимером — событие, произошедшее в 472 году и имевшее меньшее значение для современников по сравнению с захватом Рима Аларихом и Гейзерихом. Оно было следствием не внешнего вторжения, а гражданской войны между варваром-главнокомандующим и императором.

## Предпосылки
Рицимер, свев по происхождению, долгое время правивший Западной Римской Империей не назначая императора, в чине magister militum (главнокомандующий), был вынужден пойти на соглашение с Восточной империей и принять императором Прокопия Антемия, из-за угрозы вторжения вандалов. Весной 467 года Лев I, заручившись согласием Рицимера, отправил Антемия в Италию с сильной армией под руководством magister militum Иллирии Марцеллина. 12 апреля Антемий был провозглашён императором Запада недалеко от Рима.
Неудачи во внешней политике Антемия сопровождались проблемами во внутренних делах. По происхождению Антемий был греком, а кроме того, был назначен императором восточным двором и вёл самостоятельную политику, что не устраивало Рицимера. К тому же его подозревали в симпатиях к язычеству.
Несмотря на брак Рицимера с дочерью Антемия, отношения между ними были плохими и окончательно испортились в 470 году, когда Антемий приговорил к смерти по обвинению в предательстве сенатора Романа, которого поддерживал Рицимер.
В ответ на это Рицимер, собравший армию для войны против вандалов, покинул Рим и отправился со своими людьми на север. После сокрушительного поражения империи на Сицилии Рицимер месяцами собирал войска в Милане из германских наёмников, чтобы начать кампанию против Антемия в Риме. Между сторонниками двух партий произошло несколько стычек, в итоге Антемий и Рицимер подписали перемирие сроком на один год при посредничестве Епифания, епископа Павии.
В начале 472 года отношения между ними вновь обострились. Лев I Макелла отправил Олибрия, чтобы тот попытался восстановить мир между Антемием и Рицимером, а затем отправился послом к Гейзериху. В действительности Лев собирался устранить Олибрия и направил Антемию послание с предложением убить Олибрия и Рицимера. Однако послание было перехвачено людьми Рицимера и представлено Олибрию. Началась открытая война.

## Осада
Рицимер провозгласил Олибрия императором и осадил Антемия в Риме, разбив лагерь у Аниенского моста перед Саларскими воротами. Антемия поддержали Сенат и жители Рима. Обе стороны обратились к находившейся в Галлии армии. Её командующий, magister militum Галлии Гундобад, поддержал своего дядю Рицимера. Антемий призвал на помощь остготов Вилимера, обещая взамен дать Вилимеру титул magister militum Галлии. Император вёл защиту мужественно, но боевые силы его были малы, и в городе было много приверженцев Рицимера и ариан. В Риме, где, кроме того, появилась чума и свирепствовал голод, уже думали о сдаче, когда подошёл спешивший к нему на защиту гот Вилимер. Однако транстеверинская часть города была уже тогда в руках Рицимера, и последний, опираясь на Ватикан и памятник Адриана пытался проникнуть в город через мост и Аврелиановы ворота. Произошла кровавая битва, Вилимер в ней пал, и Рицимер овладел воротами. Проникнув в город, наёмники, представлявшие пёструю смесь германских племен арианского вероисповедания, убивали и грабили всё на своём пути.
Потеряв последнюю надежду на помощь извне, Антемий попытался прорваться из города, но потеряв много людей, переодевшись в нищего, укрылся в базилике Святого Петра, где был найден и обезглавлен лично Рицимером. Рим был взят после трёхмесячной осады 11 июля 472 года.
Нет никаких определённых указаний на то, какая участь постигла памятники; историки не сообщают ни о каких разрушениях, произведённых огнём, и не называют ни одного сооружения, которое было бы уничтожено.
Были пощажены только те два округа города, которые раньше были заняты Рицимером, а именно Ватиканский, уже тогда переполненный монастырями, церквами и госпиталями, и Яникул. Отсюда следует заключить, что базилика Св. Петра не подвергалась разграблению; но город был весь отдан в добычу германским наёмникам. На престол был возведён Олибрий, но через несколько недель (10 августа) Рицимер, а за ним и (23 октября) Олибрий умерли от чумы.